# Бархан
Бархан се нарича вид пясъчна дюна с формата на сърп (в англо-саксонската литература я оприличават на полумесец). Барханите възникват предимно в пустините, при наличието на вятър с постоянна посока, сила и количество пясък. Барханите са едни от най-често срещаните дюни.
Думата произлиза от казахския език, защото в много пустинни райони на централна Азия това е типично явление. Поради нуждата да се транслитерира от кирилица, думата има различно изписване на езиците с латинска писменост. През 1881 г. е въведена в научно обръщение от руския учен Александър Мидендорф.
Барханите са обърнати с роговете по посока на вятъра. Като всички дюни, те са еолични акумулационни форми на релефа. Образуват се от навявани песъчинки, които вятърът издига по наветрената страна и прехвърля към подветрената. Имат добре оформен гребен, който започва от единия и завършва при другия рог. Погледнати отгоре са симетрични, но погледнати отстрани не са, защото наветрената страна е значително по-полегата (с наклон 5 – 14°) и дълга от подветрената (30 – 33°). У различните автори информацията за височината значително се разминава, но обобщено може да се каже, че обикновено е 25 – 30 м, а в отделни случаи достига 150 – 200. В пустините Деште-лут (в Иран) и в Гоби има дюни с височина над 400 м. Ширина – до 370 м в посока перпендикулярна на вятъра.
Изграждането на един бархан отнема години. Те са подвижни дюни и могат да изминат по 20 – 30 метра годишно. Между 1954 и 1959 г. за група бархани в китайската провинция Нинксия е отчетена скорост 100 м годишно. Дюни с подобна форма са открити и на Марс.